# Hugo Blaschke
Hugo Johannes Blaschke (Neustadt (agora Wejherowo), 14 de novembro de 1881 - Nuremberg, 6 de dezembro de 1959) foi um dentista de Adolf Hitler, Hermann Göring e outras figuras proeminentes nazistas. 

## Carreira
Blaschke formou-se em odontologia na Filadélfia e Londres entre 1907 e 1911. Ele completou com sucesso o treinamento e recebeu seu doutorado. Depois disso, Blaschke seguiu um treinamento vocacional como cirurgião oral. Em 1911 abriu seu próprio consultório em Berlim.
Durante a Primeira Guerra Mundial Blaschke serviu como dentista militar em Frankfurt (Oder). A partir do outono de 1930, os líderes nazistas Hermann Göring e Joseph Goebbels foram tratados por Blaschke. Em 1931 juntou-se ao Partido Nacional Socialista dos Trabalhadores Alemães (NSDAP; número de filiação 432 082). Depois, tratou Joseph Goebbels, Heinrich Himmler e Eva Braun, entre outros.
No final de 1933, Blaschke tratou pela primeira vez Adolf Hitler.
A partir de então, Blaschke atuou como dentista pessoal de Hitler, ou Leibzahnarzt. Em 1935 ingressou na Schutzstaffel (número de membro 256 882). Hitler ficou extremamente satisfeito com Blaschke e o promoveu a professor, tendo-lhe concedido anteriormente o doutorado nos Estados Unidos, mas não reconhecido na Alemanha. Em 1943 Blaschke foi nomeado Oberster Zahnarzt para o Reichsartz SS. Em outubro de 1944, ele também recebeu o posto de SS-Brigadeführer. Blaschke permaneceu dentista pessoal do Führer até a morte de Hitler.
Após a guerra, Blaschke foi preso pelos soviéticos. Ele foi libertado em 1948 e foi trabalhar como dentista em Nuremberg até sua aposentadoria. Lá ele morreu aos 78 anos. A sepultura de Blaschke está localizada no cemitério de São Pedro em Nuremberg.